# Gletsch

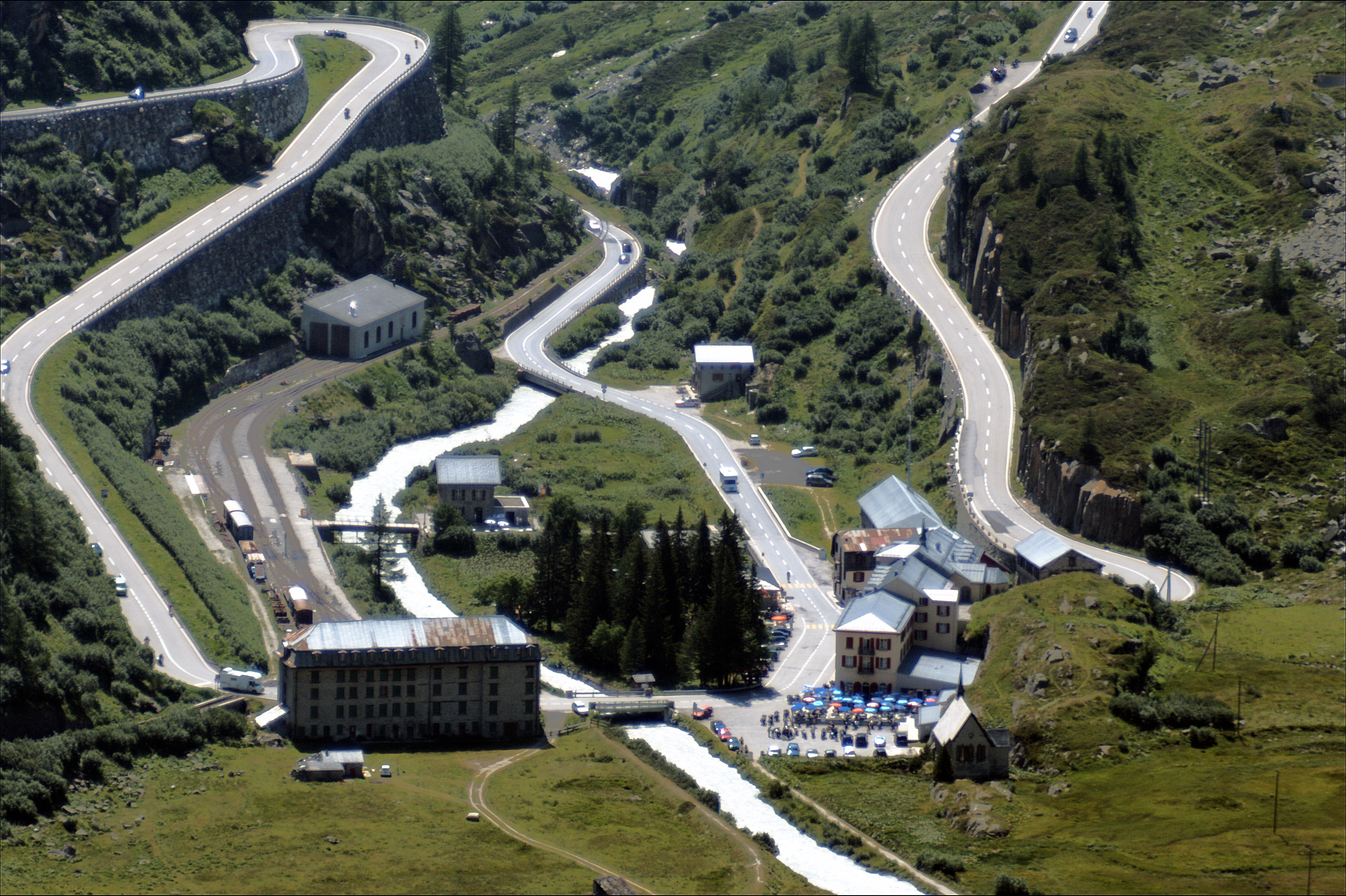
Grand Hôtel Glacier du Rhône, rechtsonder

Het bergdorp Gletsch (1.759 m) in de gemeente Obergoms het Zwitserse Wallis is een gehucht dat bestaat uit een groot oud luxehotel (koninklijk) met bergstation en een anglicaanse kapel. Het maakt deel uit van het dorp Oberwald. Na jaren gesloten te zijn geweest is het weer in gebruikgenomen, omdat het als een monument wordt beschouwd. Op kleine afstand vindt men er de Rhônegletsjer, Oberaargletsjer en Unteraargletsjer.
De naam is afgeleid van de 'Rhônegletscher' waarvan Gletsch aan de voet heeft gelegen. Daarmee ligt het aan de bron van de rivier de Rhône die ter plaatse Rotten wordt genoemd. Het door de laaglandgletsjer gevormde plateau, een bekken aan welks uitgang het gehucht ligt, werd in 1818 en 1857 grotendeels door de gletsjer bedekt, in 1920 alleen nog in het achterste gedeelte. De anglicaanse kapel van de Church of England vlak achter Grand Hôtel Glacier du Rhône is gebouwd op de stuwwal die stamt uit het jaar 1818. Nu heeft de gletsjertong zich zo ver in het gletsjervoorland teruggetrokken dat de gletsjer vanuit Gletsch vrijwel niet meer te zien is; men ziet vooral de grote kale steile rotswand die deze gletsjer in de twintigste eeuw bedekte. Deze rotswand bood de gletsjer nog bescherming en stabiliteit. Het verloop van de Furkapasweg, aangelegd in 1866, geeft een indruk van de toenmalige omvang van het ijs.
Gletsch ligt aan de splitsing van twee paswegen, de Furkapas en de Grimselpas, en het heeft een station van de spoorweg Dampfbahn Furka-Bergstrecke. De bergrit over een afstand van 18 kilometer duurt drie uur. Beide paswegen zijn 's winters gesloten, evenals de toegangsweg vanuit Brig en de spoorweg. Gletsch is in de winter verlaten.
In de bergregio van Gletsch zijn de navolgende berghutten te vinden: Albert Heim Hütte en de Lauteraar Hütte.

## Galerij

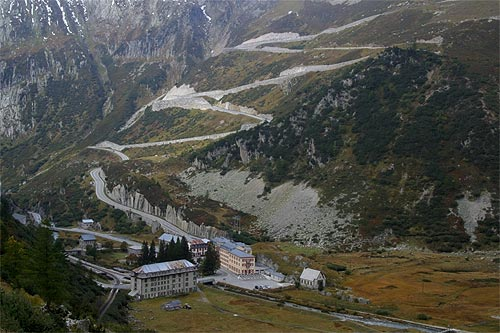
Gletsch en het gletsjervoorland vanuit hotel Belvedere, rechts de Grimselpas en links de Furkapas
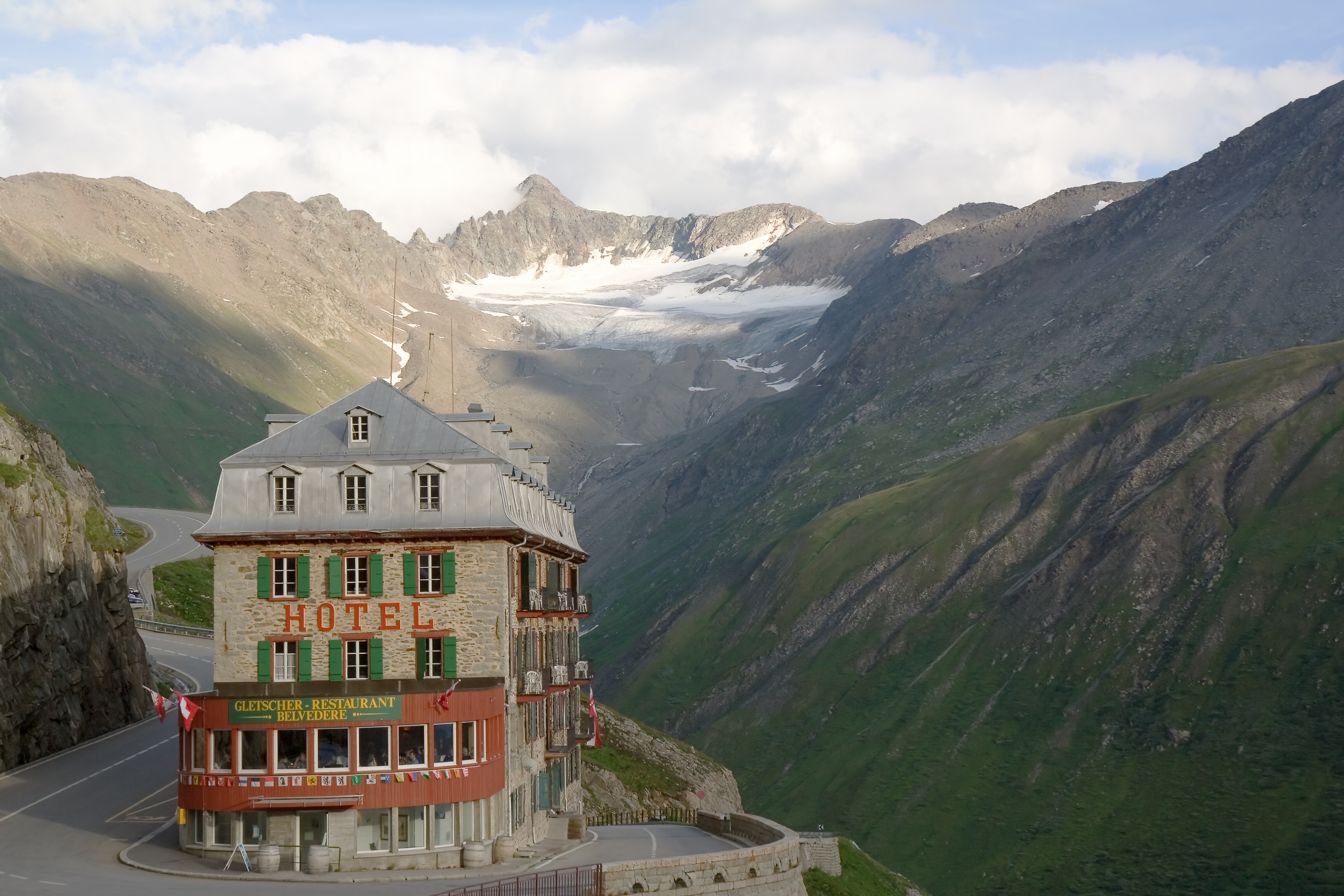
Hotel Belvedere gelegen aan de Furkapas langs de Rhônegletsjer met in nabijheid de gletsjergrot
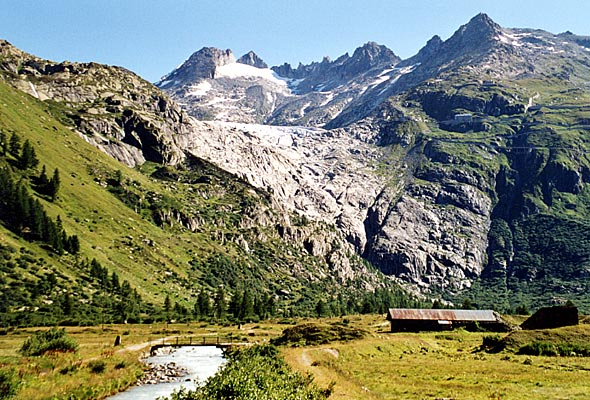
Gletsjervoorland achter Gletsch